# Lutomiersk (Pabianice)
Pour les articles homonymes, voir Lutomiersk.
Lutomiersk (prononcé en polonais : [luˈtɔmjɛrsk]) est un village de la gmina de Lutomiersk, du powiat de Pabianice, dans la voïvodie de Łódź, situé dans le centre de la Pologne.
Le village est le siège administratif (chef-lieu) de la gmina appelée gmina de Lutomiersk.
Il se situe à environ 17 kilomètres au nord-ouest de Pabianice (siège du powiat) et 19 kilomètres à l'ouest de Łódź (capitale de la voïvodie).
Sa population s'élève approximativement à 1 500 habitants.
Le village est situé dans la vallée du Ner.

## Histoire
Le village doit son nom à un guerrier appelé Lutomir qui, au XIe siècle, construit un petit fort à un endroit où l’on traversait le Ner. Le commerce se développe très vite. En 1274, Lutomiersk reçoit les privilèges urbains des mains de Lech II le Noir. Après sa mort, la région revient à Ladislas Ier le Bref. À la charnière du XIVe et du XVe siècle, un château fort est édifié. Au début du XVe siècle, l’essor de la ville est très rapide. En 1418, la ville reçoit le droit de faire payer le passage du Ner. En 1448, Sigismond Ier le Vieux donne le droit à la ville d’organiser des foires commerciales annuelles. Une centaine de drapiers tchèques s’installent dans la ville. En 1570, la ville accueille les Frères tchèques et leur offre l’église paroissiale.
Au XVIe siècle, le développement de la ville est brutalement arrêté par un incendie dévastateur. Vers 1650, sur les ruines du château fort, une église et un monastère protestants sont construits. Les Juifs s’installent en grand nombre dans la ville. En 1697, un incendie qui dure 3 jours détruit presque totalement la ville qui ne retrouvera plus jamais son lustre d’antan. Une centaine d’habitations et deux églises sont réduites en cendres. Au XVIIIe siècle, une remarquable synagogue en bois est construite. Elle sera détruite pensant la Première Guerre mondiale. En 1864, les autorités russes ferment le monastère. En 1870, Lutomiersk perd son statut de ville.
Aujourd’hui, la localité fait partie de la banlieue de Łódź. Un tramway relie la commune à la capitale de la voïvodie. L’église actuelle date du XVIIIe siècle.
Un vieux cimetière du début du XIe siècle, découvert en 1949, est situé dans la commune. On y trouve 150 tombes d’autochtones et de personnes originaires de la Rus' de Kiev. Beaucoup d’habitants portent des noms originaires de la Rus’.

## Économie
- Production d’objets de fantaisie en céramique
- Verrerie
- Maisons de repos, centre de convalescence et de loisirs

## Galerie
Quelques vues du village

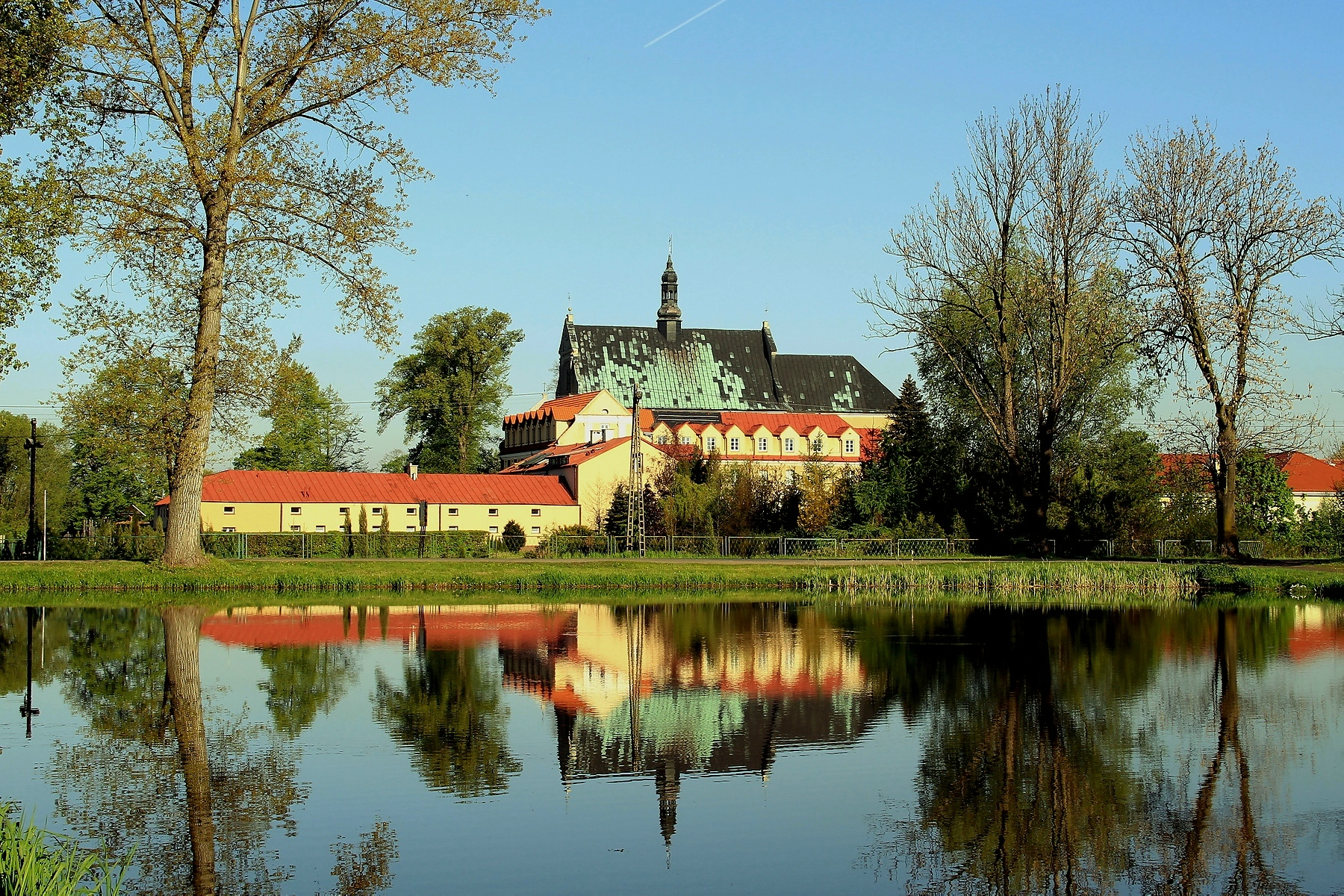
Vue du monastère salésien de Lutomiersk
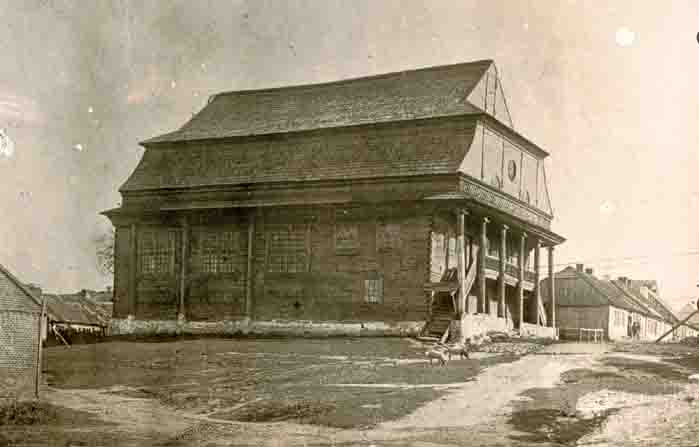
L'ancienne synagogue

## Administration
De 1975 à 1998, le village était attaché administrativement à l'ancienne voïvodie de Sieradz.

Depuis 1999, il fait partie de la nouvelle voïvodie de Łódź.